# Хойское сельское поселение

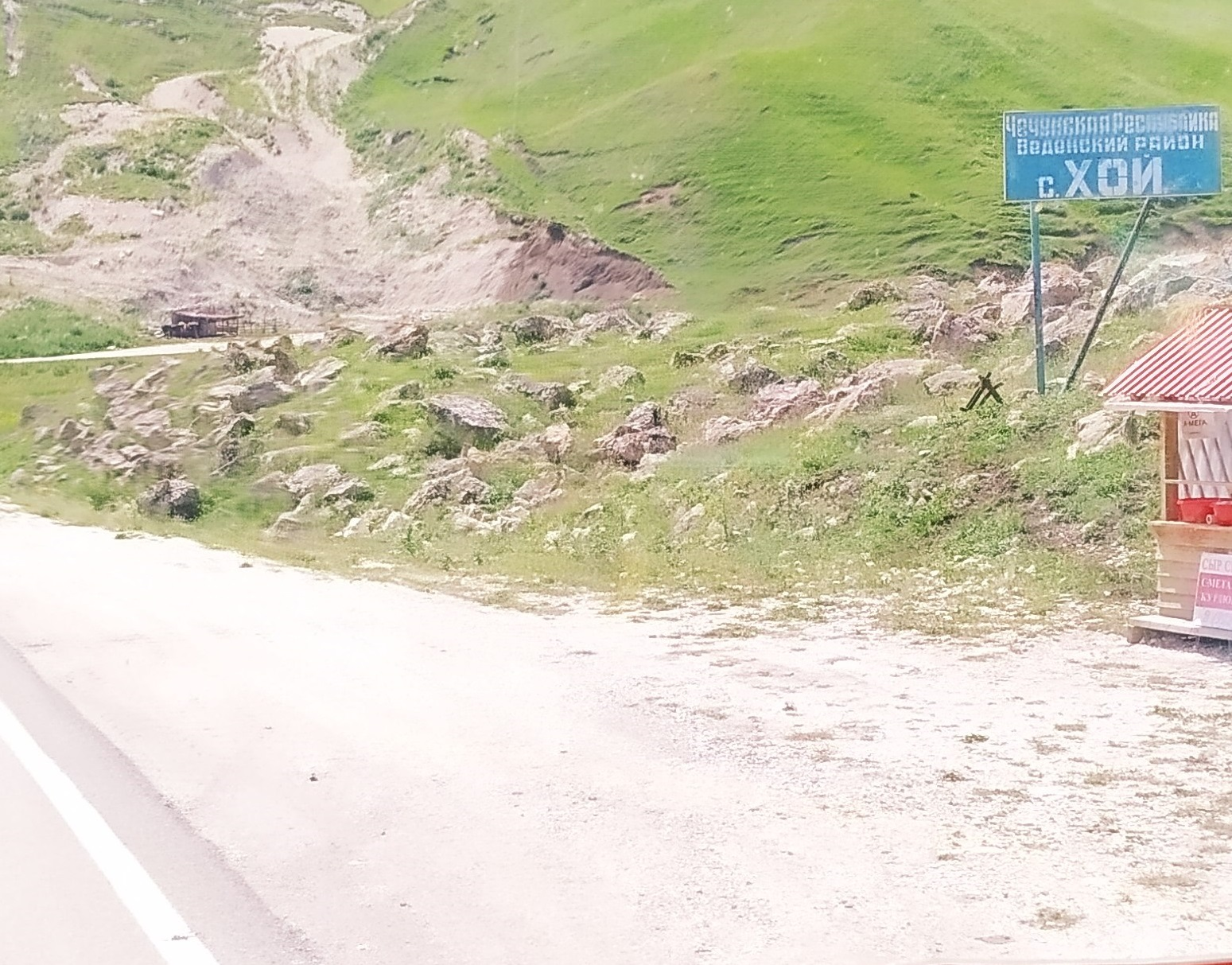
Дорожный указатель

Хойское се́льское поселе́ние — муниципальное образование в Веденском районе Чеченской Республики Российской Федерации.
Административный центр — село Хой.

## История
Статус и границы сельского поселения установлены Законом Чеченской Республики от 20 февраля 2009 года № 14-РЗ «Об образовании муниципального образования Веденский район и муниципальных образований, входящих в его состав, установлении их границ и наделении их соответствующим статусом муниципального района и сельского поселения».

## Население
| 2010 | 2012 | 2013 | 2014 | 2015 | 2016 | 2017 |
| ---- | ---- | ---- | ---- | ---- | ---- | ---- |
| 90   | ↗97  | →97  | ↗101 | ↗103 | ↘98  | →98  |
| 2018 | 2019 | 2020 | 2021 | 2023 | 2024 |      |
| ↗99  | ↘98  | ↗99  | ↗113 | ↘111 | ↗112 |      |

## Состав сельского поселения
| № | Населённый пункт | Тип населённого пункта       | Население |
| - | ---------------- | ---------------------------- | --------- |
| 1 | Ихарой           | село                         | 8         |
| 2 | Кезеной          | село                         | 9         |
| 3 | Кулинхой         | село                         | 13        |
| 4 | Харкарой         | село                         | 11        |
| 5 | Хой              | село, административный центр | ↗49       |